# William Troost-Ekong
William Paul Troost-Ekong (* 1. September 1993 in Haarlem) ist ein niederländisch-nigerianischer Fußballspieler, der aktuell bei PAOK Thessaloniki unter Vertrag steht.

## Karriere

### Verein
Die Anfänge von Troost-Ekongs Karriere sind undokumentiert. Als erste dokumentierte Station spielte er für die Nachwuchsabteilung vom SV Overbos. Von hier wechselte er nach England und spielte nacheinander für die Jugendmannschaften der Vereine Bishop’s Stortford FC, FC Fulham und Tottenham Hotspur. Bei Letzterem wurde er zwar 2011 in den Profikader aufgenommen, jedoch kam er in zwei Spielzeiten zu keinem Ligaeinsatz.
2013 kehrte er mit seinem Wechsel zum FC Groningen in die Niederlande zurück. Hier blieb er nur eine halbe Saison im Mannschaftskader und wurde für die nächsten eineinhalb Spielzeiten an den Zweitligisten FC Dordrecht ausgeliehen. 2015 wechselte er nach Belgien zu KAA Gent. Auch hier gelang ihm der Sprung in die Stammformation nicht und so wurde er für eineinhalb Spielzeiten an den norwegischen Verein FK Haugesund ausgeliehen.
In der Sommertransferperiode 2017 wurde Troost-Ekong in die türkische Süper Lig zu Bursaspor abgegeben. Ein Jahr später wechselte er zu Udinese Calcio und 2020 zum FC Watford.
Nach einer Leihe zur US Salernitana in der Rückrunde der Saison 2022/23 wechselte Anfang Juli 2023 zu PAOK Thessaloniki nach Griechenland.

### Nationalmannschaft
Troost-Ekong begann seine Nationalmannschaftskarriere 2011 mit einem Einsatz für die niederländische U-19-Nationalmannschaft. 2013 folgten zwei Einsätze für die niederländische U-20-Nationalmannschaft.
2016 entschied sich Troost-Ekong fortan für Nigeria zu spielen und nahm mit der Olympiaauswahl des Landes an den Olympischen Spielen 2016 teil. Hier wurde er mit seinem Team Bronzemedaillen-Gewinner.
Im Juni 2017 debütierte er für die nigerianische A-Nationalmannschaft. Er gehörte auch zum Kader Nigerias für die WM 2018 in Russland, bei der Nigeria nach Niederlagen gegen Kroatien und Argentinien und einem Sieg gegen Island als Dritter der Gruppe D in der Gruppenphase ausschied. Troost-Ekong absolvierte alle drei Partien. 2019 nahm er mit der Mannschaft am Afrika-Cup teil und erreichte den dritten Platz. Bei den nächsten Turnieren 2022 und 2024 fungierte er jeweils als Mannschaftskapitän und konnte mit der Mannschaft beim Afrika-Cup 2024 bis ins Finale einziehen, unterlag dort jedoch der gastgebenden Elfenbeinküste.

## Erfolge
- Bronzemedaillen-Gewinner der Olympischen Spiele: 2016